# Thecamoeba hilla
Thecamoeba hilla – gatunek eukariotów należący do rzędu
Thecamoebida z supergrupy Amoebozoa.
Trofozoit osiąga wielkość 32 – 68 μm, zdarzają się większe osobniki mierzące do 80 μm. Mają jedno jądro położone centralnie z jąderkiem. Jądro wielkości 7,5 – 12,5 μm.
Występuje w Atlantyku, Morzu Północnym.